# Lukas Smolders
Lukas Smolders (1964) is een Belgisch acteur.

## Levensloop en carrière
Smolders studeerde in 1993 af aan Studio Herman Teirlinck en kwam daarna in het theater terecht. Hij acteerde al in onder meer King Lear, De kersentuin en De gebroeders Karamazov. Op televisie was hij te zien in Flikken, Liefde & geluk en Den elfde van den elfde. Hij speelde ook mee in de film Gaston's War.